# Championnat d'Arménie de football 1998
Navigation
Saison précédente Saison suivante
La saison 1998 du Championnat d'Arménie de football était la 7e édition de la première division arménienne, la Premier-Liga. Les dix meilleurs clubs du pays sont réunis au sein d'une poule unique où ils s'affrontent deux fois au cours de la saison, à domicile et à l'extérieur. À la fin de cette première phase, les 6 premiers disputent la poule pour le titre tandis que les 4 derniers jouent une poule de relégation. Le dernier de cette poule est relégué et l'avant-dernier dispute un barrage de promotion-relégation face au vice-champion de Second-Liga, la deuxième division arménienne.
C'est le Tsement Ararat qui remporte le titre cette saison après avoir terminé en tête de la poule pour le titre, en devançant de 3 points le Shirak FC Giumri et de 16 points le tenant du titre, le FC Erevan. C'est le tout premier titre de l'histoire du club, qui réalise le doublé en battant en finale de la Coupe d'Arménie le FC Erevan.
Peu avant le démarrage de la saison, le club de Kotayk Abovian déclare forfait car il n'a pas payé la taxe de participation au championnat. La compétition se déroule donc avec 9 clubs.

## Les 10 clubs participants
| - Ararat Erevan - Karabakh Erevan - Pyunik Erevan - Erebuni-Homenmen Erevan - Tsement Ararat | - Shirak FC Giumri - Kotayk Abovian - Forfait - Shirak-2 Giumri - Promu de Second-Liga - FC Erevan - Dvin Artashat |

## Compétition
Le barème de points servant à établir le classement se décompose ainsi :
- Victoire : 3 points
- Match nul : 1 point
- Défaite : 0 point

### Première phase
| Rang | Équipe                  | Pts | J  | G  | N | P  | Bp | Bc | Diff |
| ---- | ----------------------- | --- | -- | -- | - | -- | -- | -- | ---- |
| 1    | Shirak FC Giumri        | 42  | 16 | 13 | 3 | 0  | 41 | 8  | +33  |
| 2    | Tsement Ararat          | 39  | 16 | 12 | 3 | 1  | 43 | 10 | +33  |
| 3    | FC Erevan               | 27  | 16 | 8  | 3 | 5  | 25 | 16 | +9   |
| 4    | Erebuni-Homenmen Erevan | 25  | 16 | 7  | 4 | 5  | 19 | 13 | +6   |
| 5    | Ararat Erevan           | 20  | 16 | 5  | 5 | 6  | 14 | 18 | -4   |
| 6    | Pyunik Erevan           | 18  | 16 | 5  | 3 | 8  | 17 | 28 | -11  |
| 7    | Dvin Artashat           | 17  | 16 | 4  | 5 | 7  | 19 | 24 | -5   |
| 8    | Karabakh Erevan         | 11  | 16 | 2  | 5 | 9  | 14 | 28 | -14  |
| 9    | Shirak-2 Giumri P       | 1   | 16 | 0  | 1 | 15 | 6  | 53 | -47  |
| 10   | Kotayk Abovian Forfait  |     |    |    |   |    |    |    |      |

|  | Qualification pour la poule pour le titre |
|  | Participation à la poule de relégation    |
|  | T Tenant du titre P Promu de Second-Liga  |

| Résultats (▼dom., ►ext.) | Tse | Shi | FCE | Ara | EHE | Pyu | Dvi | Kar | Shi2 |
| Tsement Ararat           |     | 2-2 | 3-0 | 2-0 | 3-1 | +-- | 3-1 | 3-0 | 6-0  |
| Shirak FC Giumri         | 3-1 |     | 1-0 | 3-0 | 2-1 | 6-1 | 4-0 | 3-1 | 5-0  |
| FC Erevan                | 0-2 | 0-2 |     | 0-0 | 2-1 | 4-0 | 4-4 | 1-1 | 4-0  |
| Ararat Erevan            | 0-4 | 0-0 | 0-2 |     | 3-1 | 2-3 | 2-2 | 2-1 | 5-0  |
| Erebuni-Homenmen Erevan  | 1-1 | 0-3 | 2-1 | 2-1 |     | 0-0 | 0-0 | 2-0 | 4-0  |
| Pyunik Erevan            | 1-1 | 0-1 | 0-1 | 0-1 | 1-2 |     | 3-2 | 2-1 | 3-0  |
| Dvin Artashat            | 0-2 | 1-1 | 0-1 | 2-2 | 0-2 | 3-1 |     | 4-2 | 3-0  |
| Karabakh Erevan          | 1-2 | 0-3 | 1-4 | 1-1 | 0-0 | 1-1 | 3-0 |     | 5-1  |
| Shirak-2 Giumri          | 1-6 | 2-3 | 0-3 | 0-1 | 1-3 | 1-2 | 0-2 | 0-0 |      |

### Seconde phase

#### Poule pour le titre
| Rang | Équipe                  | Pts | J  | G  | N | P  | Bp | Bc | Diff |
| ---- | ----------------------- | --- | -- | -- | - | -- | -- | -- | ---- |
| 1    | Tsement Ararat C        | 64  | 26 | 20 | 4 | 2  | 70 | 22 | +48  |
| 2    | Shirak FC Giumri        | 61  | 26 | 19 | 4 | 3  | 72 | 25 | +47  |
| 3    | FC Erevan T             | 48  | 26 | 15 | 3 | 8  | 47 | 30 | +17  |
| 4    | Ararat Erevan           | 35  | 26 | 10 | 5 | 11 | 40 | 40 | 0    |
| 5    | Erebuni-Homenmen Erevan | 31  | 26 | 9  | 4 | 13 | 39 | 44 | -5   |
| 6    | Pyunik Erevan           | 21  | 26 | 6  | 3 | 17 | 27 | 68 | -41  |

|  | Qualification pour la Ligue des champions 1999-2000 et pour la Coupe des Coupes 1998-1999 |
|  | Qualification pour la Coupe UEFA 1999-2000                                                |
|  | Qualification pour la Coupe Intertoto 1999                                                |
|  | T Tenant du titre C Vainqueur de la Coupe d'Arménie                                       |

| Résultats (▼dom., ►ext.) | Tse | Shi | Ere | Ara | EHE | Pyu |
| Tsement Ararat           |     | 1-0 | 2-0 | 1-0 | 5-1 | 6-3 |
| Shirak FC Giumri         | 1-1 |     | +-- | 3-1 | 6-2 | 5-0 |
| FC Erevan                | 2-1 | 3-0 |     | 0-4 | 2-1 | 5-1 |
| Ararat Erevan            | 2-3 | 3-1 | 1-3 |     | 2-1 | 4-0 |
| Erebuni-Homenmen Erevan  | 1-3 | 4-5 | 0-1 | 4-1 |     | 1-2 |
| Pyunik Erevan            | 1-3 | 1-6 | 0-5 | 1-2 | 0-2 |     |

#### Poule de relégation
| Rang | Équipe            | Pts | J  | G | N | P  | Bp | Bc | Diff |  | Résultats (▼ dom., ► ext.) | Dvi | Kar | Shi2 |
| ---- | ----------------- | --- | -- | - | - | -- | -- | -- | ---- |  | -------------------------- | --- | --- | ---- |
| 7    | Dvin Artashat     | 29  | 20 | 8 | 5 | 7  | 41 | 36 | +5   |  | Dvin Artashat              |     | 4-1 | 6-3  |
| 8    | Karabakh Erevan   | 17  | 20 | 4 | 5 | 11 | 24 | 37 | -13  |  | Karabakh Erevan            | 1-4 |     | 2-0  |
| 9    | Shirak-2 Giumri P | 1   | 20 | 0 | 1 | 19 | 10 | 68 | -58  |  | Shirak-2 Giumri P          | 1-3 | 0-2 |      |

|  | Participation au barrage de promotion-relégation |
|  | T Tenant du titre P Promu de Second-Liga         |

#### Barrage de promotion-relégation
| Équipe 1        | Résultat | Équipe 2           |
| --------------- | -------- | ------------------ |
| Shirak-2 Giumri | 3 - 2    | Lori Vanadzor (D2) |

## Bilan de la saison
| Championnat d'Arménie de football 1998 |                            |
| Champion                               | Tsement Ararat (1er titre) |
| Coupes et trophées                     |                            |
| Vainqueur de la Coupe d'Arménie 1998   | Tsement Ararat             |
| Qualifications continentales           |                            |
| Ligue des champions 1999-2000          | Tsement Ararat             |
| Coupe des Coupes 1998-1999             | Tsement Ararat             |
| Coupe UEFA 1999-2000                   | Shirak FC Giumri           |
| Coupe UEFA 1999-2000                   | FC Erevan                  |
| Coupe Intertoto 1999                   | Ararat Erevan              |
| Promotions et relégations              |                            |
| Promus en Premier-Liga                 | Zvartnots Erevan           |
| Relégués en Second-Liga                | Kotayk Abovian             |